# شمشیرزنی

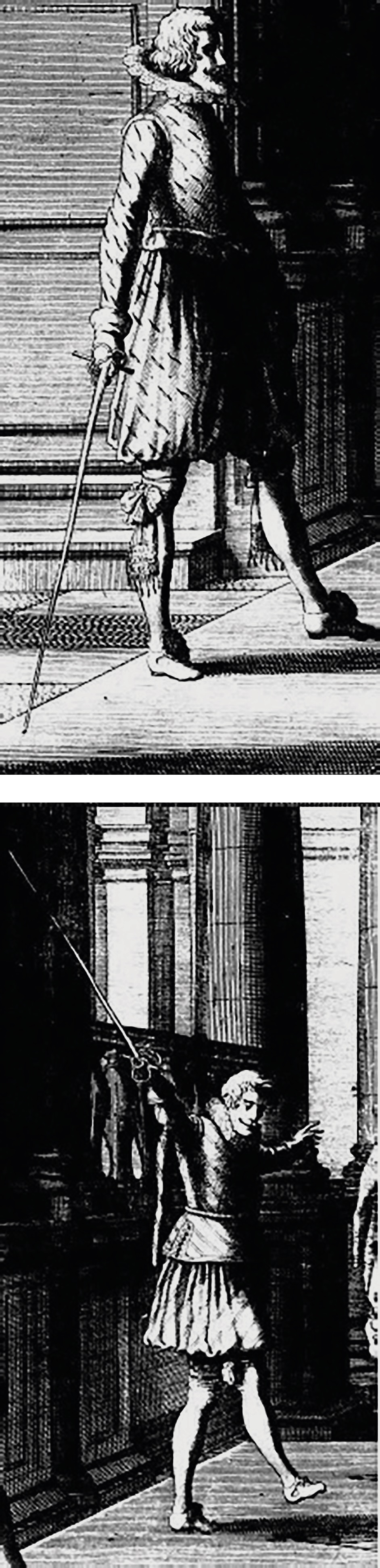
نگاره ای از شمشیر زنی

شمشیرزنی به مهارت استفاده از سلاح شمشیر توسط یک فرد گفته می‌شود. شمشیرزنی تاریخ و دامنه گسترده‌ای دارد و از مهارت شمشیرزنی در جنگهای قدیم تا شمشیرزنی در هنرهای رزمی و ورزش‌های مبارزه‌ای امروزی را در بر می‌گیرد.
از میان انواع گوناگون شمشیرزنی، رقابت‌های شمشیربازی در همه دوره‌های المپیک برگزار شده‌است.